# Euproctis potamia
Euproctis potamia är en fjärilsart som beskrevs av Collenette 1932. Euproctis potamia ingår i släktet Euproctis och familjen tofsspinnare. Inga underarter finns listade i Catalogue of Life.